# Ariamnes huinakolu
Espèce
Ariamnes huinakolu est une espèce d'araignées aranéomorphes de la famille des Theridiidae.

## Distribution
Cette espèce est endémique de l'île de Kauai à Hawaï,.

## Description
Les mâles mesurent de 3,4 à 3,7 mm et les femelles de 3,5 à 4,4 mm.

## Publication originale
- Gillespie & Rivera, 2007 : Free-living spiders of the genus Ariamnes (Araneae, Theridiidae) in Hawaii. Journal of Arachnology, vol. 35, p. 11-37 (texte intégral).